# 不可测集
在數學上，不可測集指的是一類無法指定有意義的「容積」的集合。在數學上，學者建構此類集合以為形式集合論提供關於長度、面積、體積等觀念的資訊。在策梅洛-弗蘭克爾集合論的架構下，選擇公理蘊含了實數集{\displaystyle \mathbb {R} }有不可測的子集。
自不可測集的提出以來，這觀念掀起了許多的爭議，在歷史上，這曾使得博雷爾以及柯爾莫哥洛夫將機率論討論的對象限至於可測集上。實數上的可測集是區間的可數聯集與交集（即博雷爾集）與零測集之間的加減的結果。可測集合的數量多到可包含所有在標準數學中出現的集合的可靠定義；然而要證明一個集合可測，需要下很大的功夫。
在1970年，羅伯特·M·梭羅維（Robert M. Solovay）建構出梭羅維模型，他並證明說這模型與不包含不可數選擇的標準集合論相容，而在這模型中，實數集所有的子集都可測；然而，梭羅維的結果仰賴不可達基數的存在性，而其存在性無法在標準集合論的框架下證明。

## 歷史建構
為任何集合定義長度的作法可能出問題的第一個跡象是維塔利定理。
人們會期望說兩個不相交集合的測度，與這兩個集合的測度的和相等，而有著這樣性質的測度具有「有限可加性」。盡管就多數對面積的直觀想法而言，有限可加的測度已足夠，且這與黎曼積分相等，但這樣的測度在機率論上依舊是不足的，而這是因為當代對一系列事件或隨機值的常規處理要求可數可加性。
就這方面而言，平面與線段類似，在平面上有作為勒貝格測度延伸、具有有限可加性且在等距同構意義下保持不變的測度；然而在更高維度下，狀況變得複雜，豪斯多夫悖論與巴拿赫-塔斯基悖論指出，一個半徑為1的三維球可分成五塊並重組成兩顆半徑為1的三維球。

## 例子
設{\displaystyle S}是單位圓上所有點的集合，並考慮由包含所有有理旋轉（也就是旋轉角度為{\displaystyle \pi }乘以有理數的旋轉）的群{\displaystyle G}對{\displaystyle S}的群作用。在此{\displaystyle G}是可數的（更具體地說，{\displaystyle G}與{\displaystyle \mathbb {Q} /\mathbb {Z} }同構）而{\displaystyle S}是則是不可數的，因此{\displaystyle S}可透過{\displaystyle G}分成不可數多的軌道（而{\displaystyle s\in S}的軌道是可數集{\displaystyle \{se^{iq\pi }:q\in \mathbb {Q} \}}）。利用選擇公理，我們可以從每個軌道中找到一個元素，並得以構造一個不可數集{\displaystyle X\subset S}，且{\displaystyle X}的所有有理數變換（也就是對某個有理數{\displaystyle q}而言，有著{\displaystyle e^{iq\pi }X:=\{e^{iq\pi }x:x\in X\}}這樣形式的變換複本）彼此兩兩不相交，也就是這些集合彼此不相交，也不與{\displaystyle X}相交，而這樣的變換所構成的集合是一個將圓分成可數多且彼此不相交集合的劃分，且在有理變換下，這些集合彼此兩兩全等。這樣的{\displaystyle X}就旋轉不變且可數可加的機率測度而言，是一個不可測集合，因為假若{\displaystyle X}是零測集，那這個圓的測度就會是零；但若{\displaystyle X}的測度大於零，那可數可加性就會使得這個圓的測度為無限大。

## 測度與機率的一致定義
巴拿赫-塔斯基悖論指出，除非在以下數條中至少一條作出讓步，不然在三維空間中無法定義體積：
1. 一些集合的體積在旋轉後發生變化。
2. 兩個不相交集合的體積，可以與這兩個集合的體積的和不相等。
3. 一些集合是不可測的，而在討論體積前必須先討論一個集合是否可測。
4. ZFC公理（帶有選擇公理的策梅洛-弗蘭克爾集合論）需要修正。

標準的測度論在第三項上做出讓步，數學家定義可測集的集族，而這樣的集合非常豐富，幾乎所有在多數數學分支中會被特別定義的集合都屬此類，而通常要證明一個集合可測是相當容易的。這麼做的基本假設是不相交集合的無限序列滿足求和公式，此性質即是所謂的σ-可加性。
在1970年，梭羅維證明說在不假設選擇公理等更多公設的狀況下，勒貝格不可測集的存在性在策梅洛-弗蘭克爾集合論當中是不可證明的，而他藉由證明說在假定不可達基數存在的狀況下，存在有一個基於策梅洛-弗蘭克爾集合論且可數選擇公理的模型，在其中所有的集合都是勒貝格可測的，且在其中完全版的選擇公理不成立，而現在一般把這模型給稱為梭羅維模型。
完全版的選擇公理與吉洪諾夫定理這個點集拓樸學的基本結果等價，且與泛函分析中巴拿赫-阿勞格魯定理及克林-米爾曼定理的這兩個基本結果等價；此外這公理對無限群的研究有巨大的影響，也對環論與序理論的研究造成影響（見布爾素理想定理）；然而就幾何測度論、位勢論、傅立葉級數和傅立葉變換而言，決定公理及依賴選擇公理的加總是足夠的，而在決定公理及依賴選擇公理成立的狀況下，實數線上所有的子集都是勒貝格可測的。

### 註解
1. ↑  Moore, Gregory H., Zermelo's Axiom of Choice, Springer-Verlag, 1982, pp. 100-101
2. ↑  Ábrego, Bernardo M.; Fernández-Merchant, Silvia; Llano, Bernardo. . Discrete & Computational Geometry. January 2010, 43 (1): 1–20. ISSN 0179-5376. doi:10.1007/s00454-008-9111-9  （英语）.

### 書目
- Dewdney, A. K. . Scientific American. 1989, (April): 116–119. doi:10.1038/scientificamerican0489-116.